# Хуан-Мануэль-Кахигаль
Хуан-Мануэль-Кахигаль (исп. Juan Manuel Cajigal) — муниципалитет в составе венесуэльского штата Ансоатеги. Административный центр — город Оното. Муниципалитет назван в честь венесуэльского математика Хуана Мануэля Кахигаля-и-Одоардо.

## Административное деление
Муниципалитет делится на 2 прихода:
- Оното
- Сан-Пабло